# Hail to the Thief
Hail to the Thief ist das sechste Studioalbum der britischen Alternative-Band Radiohead, das im Juni 2003 erschien und zum Nummer-eins-Hit sowie Millionenseller avancierte.

## Entstehung und Veröffentlichung
Die Erstveröffentlichung von Hail to the Thief erfolgte am 9. Juni 2003 bei Parlophone. Das Album erschien in seiner Originalausführung als CD und Download mit 14 Titeln (Katalognummer: 5845432). Am 28. September 2009 erschien eine „Collector’s Edition“ mit Bonusalbum und DVD (Katalognummer: 6970972). Am 15. Juli 2016 erschien es erstmals als LP-Ausführung bei XL Recordings (Katalognummer: XLLP785).
Geschrieben wurden die Lieder alle gemeinsam von den Radiohead-Mitgliedern. Für die Produktion zeichnete Nigel Godrich verantwortlich, der bei drei Liedern von Radiohead unterstützt wurde.

## Titelliste
Jeder Titel des Albums hat einen alternativen Titel, so zum Beispiel 2 + 2 = 5 noch The Lukewarm.
1. 2+2=5 (The Lukewarm) – 3:18
2. Sit Down. Stand Up. (Snakes & Ladders) – 4:19
3. Sail to the Moon (Brush the Cobwebs out of the Sky) – 4:18
4. Backdrifts (Honeymoon is Over) – 5:22
5. Go to Sleep (Little Man being Erased) – 3:21
6. Where I End and You Begin (The Sky Is Falling In) – 4:27
7. We Suck Young Blood (Your Time Is Up) – 4:55
8. The Gloaming (Softly Open Our Mouths in the Cold) – 3:31
9. There There (The Boney King of Nowhere) – 5:19
10. I Will (No Man’s Land) – 1:59
11. A Punchup at a Wedding (No no no no no no no no) – 4:56
12. Myxomatosis (Judge, Jury & Executioner) – 3:51
13. Scatterbrain (As Dead as Leaves) – 3:20
14. A Wolf at the Door (It Girl. Rag Doll.) – 3:20

## Kommerzieller Erfolg

### Chartplatzierungen
Hail to the Thief avancierte zum weltweiten Top-10-Erfolg sowie zum Nummer-eins-Album in Belgien-Wallonien, Frankreich und dem Vereinigten Königreich.
| ChartsChartplatzierungen       | Höchstplatzierung | Wochen |
| ------------------------------ | ----------------- | ------ |
| Deutschland (GfK)              | 3 (10 Wo.)        | 10     |
| Österreich (Ö3)                | 6 (11 Wo.)        | 11     |
| Schweiz (IFPI)                 | 3 (14 Wo.)        | 14     |
| Vereinigte Staaten (Billboard) | 3 (20 Wo.)        | 20     |
| Vereinigtes Königreich (OCC)   | 1 (14 Wo.)        | 14     |

| ChartsJahrescharts (2003)      | Platzierung |
| ------------------------------ | ----------- |
| Schweiz (IFPI)                 | 46          |
| Vereinigte Staaten (Billboard) | 83          |
| Vereinigtes Königreich (OCC)   | 58          |

### Auszeichnungen für Musikverkäufe
| Land/Region                  | Auszeichnungen für Musikverkäufe (Land/Region, Auszeichnung, Verkäufe) | Verkäufe  |
| ---------------------------- | ---------------------------------------------------------------------- | --------- |
| Australien (ARIA)            | Gold                                                                   | 35.000    |
| Belgien (BRMA)               | Gold                                                                   | (25.000)  |
| Europa (IFPI)                | Platin                                                                 | 1.000.000 |
| Frankreich (SNEP)            | Gold                                                                   | (100.000) |
| Japan (RIAJ)                 | Gold                                                                   | 100.000   |
| Kanada (MC)                  | Platin                                                                 | 100.000   |
| Mexiko (AMPROFON)            | Platin                                                                 | 150.000   |
| Neuseeland (RMNZ)            | Gold                                                                   | 7.500     |
| Schweiz (IFPI)               | Gold                                                                   | (20.000)  |
| Vereinigte Staaten (RIAA)    | Gold                                                                   | 500.000   |
| Vereinigtes Königreich (BPI) | Platin                                                                 | (300.000) |
| Insgesamt                    | 7× Gold · 4× Platin ·                                                  | 1.892.500 |

Hauptartikel: Radiohead/Auszeichnungen für Musikverkäufe